# Lev Alburt
Lev Osipovič Alburt (* 21. srpna 1945) je americký šachový velmistr, spisovatel a trenér. Narodil se v ruském Orenburgu a celkem třikrát vyhrál ukrajinský šachový šampionát. Poté po emigraci do USA v roce se stal trojnásobným mistrem USA.
Je po něm pojmenována Alburtova varianta v Aljechinově obraně (1. e4 Nf6 2. e5 Nd5 3. d4 d6 4. Nf3 g6).

## Šachová kariéra
Je trojnásobným ukrajinským šachovým šampionem, a to z let 1972, 1973 a 1974. V roce 1976 získal titul mezinárodního mistra a o rok později se stal velmistrem.
V roce 1979 emigroval do Spojených států, kde několik měsíců pobýval společně se svým bývalým trenérem a kolegou Michaelem Faynbergem. V roce 1980 vedl Alburt na šachové olympiádě na Maltě americký tým.
Vyhrál americký šachový šampionát, a to v letech 1984, 1985 a 1990. Také dvakrát vyhrál US Open (1987 a 1989).

### Související práce
Alburt je autorem několika bestsellerových knih na šachová témata.
V letech 1985–1988 působil v představenstvu šachové federace Spojených států. Na konci svého funkčního období uvedl, že ani jednou neslyšel diskusi rady o tom, jak propagovat šachy.
Byl také šachovým trenérem. V roce 2004 mu byl udělen nejvyšší trenérský titul – FIDE Senior Trainer. V New Yorku, kde žije, trenoval i několik lidí z Wall Street či další prominentní osoby, jako například Carla Icahna, Stephena Friedmana, Douga Hirsche, Eliota Spitzera či Teda Fielda.

## Knihy
- ALBURT, Lev; SCHILLER, Eric. The Alekhine for the Tournament Player. 1. vyd. [s.l.]: American Chess Promotion, 1985. ISBN 0-7134-1596-7.
- ALBURT, Lev; CHERNIN, Alexander. Pirc Alert!. 1. vyd. [s.l.]: W W Norton & Co Inc, 2001. ISBN 978-1-889323-07-7.
- ALBURT, Lev. Building Up Your Chess: The Art of Accurate Evaluation and Other Winning Techniques. [s.l.]: Newmarket Press, 2002. Dostupné online. ISBN 978-1-889323-08-4.
- ALBURT, Lev; KROGIUS, Nikolai. Just the Facts!: Winning Endgame Knowledge in One Volume. 2. vyd. [s.l.]: Chess Information and Research Center, 2005. Dostupné online. ISBN 1-889323-15-2.
- ALBURT, Lev; DZINDZICHASHVILI, Roman; PERELSHTEYN, Eugene. Chess Openings for White, Explained. 1. vyd. [s.l.]: Chess Information and Research Center, 2006. ISBN 978-1-889323-11-4.
- ALBURT, Lev; DZINDZICHASHVILI, Roman; PERELSHTEYN, Eugene. Chess Openings for Black, Explained. 1. vyd. [s.l.]: Chess Information and Research Center, 2009. (anglicky)
- ALBURT, Lev; CRUMILLER, Jon. Carlsen vs. Karjakin World Chess Championship New York 2016. [s.l.]: Chess Information and Research Center, 2017. ISBN 978-1-889323-29-9.